# Lijst van golfbanen in Italië
Italië heeft ongeveer 150 golfbanen, die hieronder geografisch ingedeeld vermeld staan:

## Apulië
18 holes 
- Accaya Golf Club, Masseria San Pietro Acaya
- Riva dei Tessali Golf Club, Castellaneta
- San Domenico Golf

## Calabrië
Minder dan 18 holes:
- Montechiarello Golf, Reggio Calabria, arch. Donald Harradine
- San Michele Golf, Cetraro
- Feudo Montalto Golf Club, Limbadi

## Campanië en Napels
?

## Emilia- Romagna
18 holes of meer:
- Argenta Golf Club, Argenta, Ferrara
- Bologna Golf Club, Monte San Pietro
- Castell'Aruato Golf Club, Alseno, Piacenza
- Cervia Adriatic Golf Club, Milaan
- Croara Country Club, Croara Nuova di Gazzola
- Cus Ferrara Golf, Ferrara
- Faenza Golf Club Le Cicigne, Faenza, Ravenna
- Golf Club Le Fonti, Castel San Pietro Terme
- Matilde Di Canossa Golf Club, San Bartolomeo, Reggio Emilia
- Modena Golf & Country Club, Colombaro di Formigne
- Rimini Golf Club, Villa Verucchio
- Rocca Golf Club, Sala Baganza, Parma
- Salsomaggiore Golf & Country Club, Salsomaggiore, Parma
- San Valentino Golf Club, San Valentino di Castellarano
- Torre Riolo Golf Club, Riolo Terme, Ravenna

Minder dan 18 holes:
- Bastardina Golf Club, Agazzano, Piacenza
- Cento Golf Club, Cento, Ferrara
- Golf Club I Fiordalisi, Magliano, Cesena
- Molino Del Pero Golf Club, Monzuno, Bologna
- Riviera Golf Resort, San Giovanni in Marignano

## Friuli, Venezia, Giulia
18 holes of meer: 

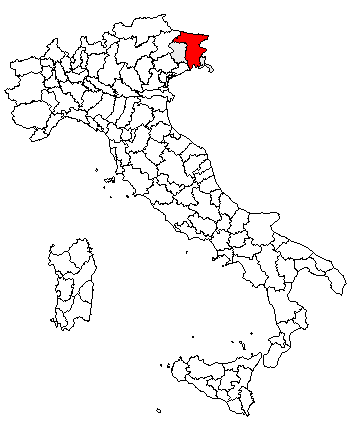
Udine

- Lignano Golf Club, Lignano Sabbiadoro
- Tarvisio Golf Club, Tarvisio, Udine
- Udine Golf Club, Fagagna, Udine

Minder dan 18 holes:
- Aviano Golf Club, Castello d'Aviano
- Grado Golf Club, Grado, Gorizia

## Lazio
18 holes of meer:
- Arco di Constantino Golf Club, Rome
- Castelgandolfo Country Club, Castel Gandolfo
- Eucalyptus Golf Club, Aprilia
- Fioranello Golf Club, Rome
- Fiuggi Golf Club, Fiuggi
- Marco Simone Golf, Guidonia Montecello
- Nettuno Golf Club, Nettuno
- Olgiata Golf Club, Rome
- Parco de' Medici Golf Club, Rome
- Parco di Roma Golf Club, Rome
- Le Querce Golf Club, Sutri
- Circolo del Golf di Roma, Rome

Minder dan 18 holes:
- Appio Claudio Golf Club, Rome

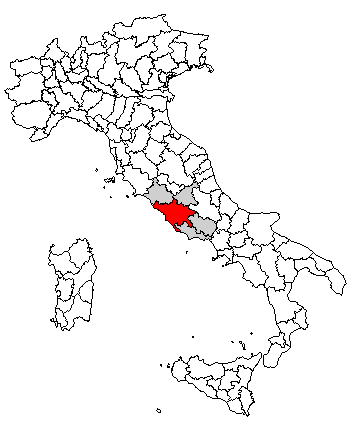
Rome

- Belmonte Golf Club, Belmonte in Sabina
- Centro d'Italia Golf Club, Castelfranco
- Colle dei Tetti Golf Club, Poggio Catino
- Magnolie Golf Club, Rome, 3 holes
- Marediroma Golf Club, Ardea
- Pallavicina Golf Club, Colonna
- Real Golf Club, Rome, 6 holes
- Tarquinia Country Club, Tarquinia
- Tevere Golf, Rome
- Frosinone Golf Club, Frosinone

## Ligurië
18 holes of meer:
- Garlenda Golf Club, Garlenda
- Rapallo Circolo Golf e Tennis, Rapallo

## Lombardije
18 holes of meer:
- L' Albenza Golf Club Bergamo, Almenno San Bartolomeo
- Ambrosiano Golf Club, Bubbiano
- Arzaga Golf Club, Cavalese della Riviera, Brescia, Gardameer
- Barlassina Country Club, Birago di Camnago
- Brianza Country Club Golf, Usmate Velate
- Carimate Golf Club, Carimate
- Castello di Tolcinasco G & Country Club, Pieve Emanuele
- Crema Resort Golf, Crema, 27 holes
- Di Franciacorta Golf, Cortefranca
- Gardagolf Country Club, Sojano del Lago
- Green Club Lainate, Lainate
- Ilse Borromees Golf Club, Brovello
- Laghi Golf, Travedona Monate
- Menaggio e Cadenabbia Golf Club, Grandola ed Uniti
- Milano Golf Club, Parco di Monza
- Molinetto Country Club, Cernusci sul Naviglio
- Monticello Golf Club, Cassina Rizzardi
- La Pinetina Golf Club, Appiano Gentile
- Le Robinie Golf Club, Solbiate Olona
- Golf Club Le Roverdine, Noverasco di Opera
- Varese Golf Club, Luvinate
- Vigevano Santa Martretta Golf Club, Vigevano
- Villa d'Este Circolo Golf, Montorfano
- Villa Paradiso Golf Club, Cornate d'Adda
- Zoate Golf Club, Zoate di Tribiano

Minder dan 18 holes:
- Alpino di Stresa Golf Club, Vezzo
- Aprica Golf Club, Aprica, Sondrio

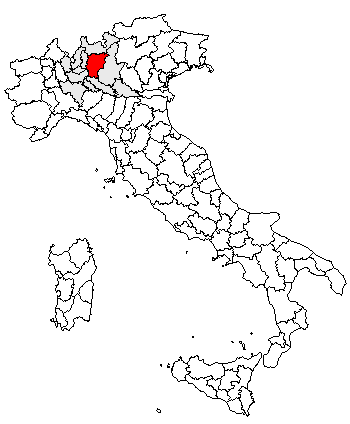
Bergamo

- Associazione Golf Parco dei Colli di Bergamo, Bergamo
- Bogliaco Circolo Golf, Toscolano Maderno
- Bormio Golf Club, Bormio

- Lanzo Golf Club, Lanzo d'Intelvi
- Lecco Golf Club, Lecco
- Piandisole Golf Club, Premeno
- Ponte di Legno Golf Club, Ponte di Legno
- Rossera Golf Club, Chiuduno
- Salice Terme Golf & Country, Rivanazzano
- Torrazzo Cremona Golf Club, Cremona
- Valtellina Golf Club, Caiolo

## Piëmont
18 holes of meer:
- Le Betulle Golf Club Biella, Magnano
- Circolo Golf Bogogno, Bogogno, 36 holes
- Castelconturbia Golf Club, Agrate Conturbia
- Margara Golf Club, Fubine
- Royal Park Golf & Country Club, Fiano Torinese
- Circolo Golf Torino, Fiano Torinese

## Rovigo
18 holes of meer:
- Albarella Circolo Golf, Rosolina

## Sardinië
18 holes of meer:
- Is Arenas Golf & Country Club, Narbolia
- Is Molas Circolo Golf, Santa Margherita di Pula
- Pevero Golf Club, Porto Cervo

## Sicilië
18 holes of meer:
- Le Madonie Golf, Cefalu, Palermo
- Picciolo Golf Club, Castiglione di Sicilia

## Toscane

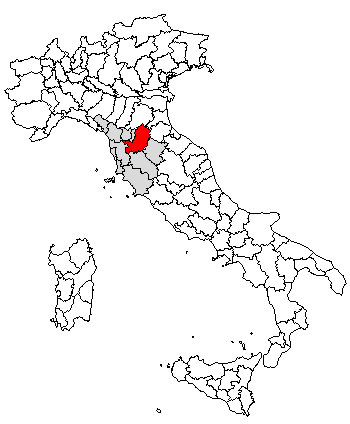
Florence

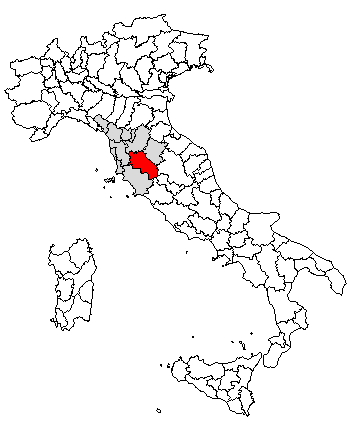
Siena

- Castelfalfi Circolo Golf, Montaione
- Cosmopolitan Golf & Country Club, Tirrenia
- Montecatini Golf Club, Monsummano Terme
- Le Pavoniere Golf Club, Prato
- Poggio dei Medici Golf Club, Scarperia
- Punta Ala Golf Club, Punta Ala
- Toscana Golf Club, Gavorrano
- Florence Golf Club Ugolino, Grassina
- Versilia Golf Club, Pietrasanta

Minder dan 18 holes:
- L'Abbadia Circolo di Golf, Colle di Val d'Elsa
- Casentino Golf Club, Poppi
- Elba Golf Club dell'Acquabona, Portoferraio
- Fontevivo Golf Club, San Miniato
- Garfagnana Golf Club, Pieve Fosciana
- Maremmello Circolo Golf, Fonteblanda
- Montelupo Golf Club, Montelupo Fiorentino
- Quarrata Golf, Quarrata - Localita Barba
- Tirrenia Golf Club, Tirrenia
- Villa Gori Siena Golf Club, Siena, 6 holes

- Alisei Golf Club, Pietrasanta
- Arezzo Golf Club, Arezzo
- Centanni Golf Club, Bagno a Ripoli
- Esse Golf Club, Bettolle
- Hermitage Golf, Portoferraio
- Parco di Firenze Driving Range, Florence
- Poggio Vittorio Golf Club, Lastra a Signa
- Vicopelago Golf Club, Vicopisano
- Villa Cennina, Sovicille

## Trentino-Zuid-Tirol
18 holes of meer:
- Golfclub Petersberg, Petersberg, Deutschnofen, 1200 m hoogte
- Golfclub Passeier, Meran, 500 m hoogte
- Golfclub Kastelruth, Kastelruth, 850 m hoogte

Minder dan 18 holes:
- Golfclub Karersee-Carezza, Welschnofen, 1600 m hoogte
- Golfclub Alta Badia, Corvara in Badia, 1700 m hoogte
- Golfclub Lana, Lana, 300 m hoogte
- Golfclub Pustertal, Reischach, 1000 m hoogte

## Umbrië
18 holes of meer:
- Perugia Golf Club, Perugia

Minder dan 18 holes:
- A.S. Golf Terni, Terni
- Caldese Golf & Country Club, Lerchi
- Lamborghini Panicale Golf Club, Panicale
- Romita Golf Club, Terni

## Veneto
- Asolo Golf Club, Cavaso del Tomba
- Chiasiellis Country Club, Chaisellis di Mortegliano
- Golf Club Jesolo, Lido di Jesolo
- Della Montecchia Golf, Selvazzano Dentro
- Padova Golf Club, Valsanzibio di Gaqlzignano Terme
- Trieste Golf Club, Trieste
- Venezia Circolo Golf, Alberoni
- Verona Golf Club, Sommacampagna

Minder dan 18 holes:
- S. Floriano Golf Club, S. Floriano del Collio